# Задача о k официантах
Задача о k официантах (или исполнителях) — это задача теоретической информатики в категории онлайн-алгоритмов, одна из двух абстрактных задач в метрических пространствах, являющаяся центральной в теории конкурентного анализа (другая — метрическая система выполнения задач). В этой задаче онлайн-алгоритм должен контролировать передвижение множества k исполнителей, представленных точками в метрическом пространстве, и обрабатывать запросы, которые также представлены точками в пространстве. Когда приходит запрос, алгоритм должен определить, какого исполнителя послать к запрашивающей точке. Целью алгоритма является получение минимального отношения общего расстояния, проходимого исполнителями, к общему расстоянию, которое исполнители прошли бы, если бы двигались по оптимальным маршрутам при известной последовательности запросов. Это отношение называется уровнем эффективности алгоритма (чем меньше отношение, тем алгоритм эффективнее).

## История
Задачу первыми поставили Марк Манассе, Лайл А. Макгиох и Дениэль Слитор (1990). Наиболее известным открытым вопросом относительно задачи о k официантах является так называемая гипотеза о k официантах, которую также высказали Манассе, Макгиох и Слитор. Эта гипотеза утверждает, что существует алгоритм решения задачи о k официантах в произвольном метрическом пространстве и для любого числа k исполнителей, и этот алгоритм имеет уровень эффективности в точности k. Манассе и др. смогли доказать гипотезу для k=2 и для более общих значений k, когда метрическое пространство ограничено в точности k+1 точками. Хробак и Лармор (1991) доказали гипотезу для трёх метрик. Частный случай метрики, в которой все расстояния равны, называется задачей кеширования страниц, поскольку он моделирует задачу замещения страниц в кеше, и уже известно, что задача имеет k-эффективный алгоритм (Слитор и Тарьян 1985). Фиат и др. (1990) первыми доказали, что существует алгоритм с конечным уровнем эффективности для некоторой константы k и любого метрического пространства, и, наконец, Коутсоупиас и Пападимитриу (1995) доказали, что Алгоритм Рабочей Функции (АРФ, en:Work-Function Algorithm, WFA) имеет уровень эффективности 2k — 1. Однако, несмотря на попытки многих других исследователей, вопрос уменьшение уровня эффективности до k или достижения лучшей нижней границы остаётся открытым на 2014 год. Исследователи считают, что наиболее вероятный сценарий — Алгоритм Рабочей Функции k-эффективен. В 2000-м году Бартал и Коутсоупиас показали, что предположение верно для некоторых частных случаев (если метрическое пространство является прямой, взвешенной звездой или любой метрикой на k+2 точках).
В 2011 был найден рандомизированный алгоритм с границей эффективности Õ(log2k log3n)

## Пример
Чтобы сделать задачу более конкретной, представим посылку технического персонала клиенту, когда клиент имеет проблемы на оборудовании. В нашем примере задача имеет двух техников, Мэри и Ноя, обслуживающих трёх клиентов в Сан-Франциско, Вашингтоне и Балтиморе. В терминах задачи о k официантах исполнителями служат техники, так что k=2 и это задача о 2 официантах. Вашингтон и Балтимор находятся на расстоянии 37 миль друг от друга, в то время как Сан-Франциско удалён на 2425 миль от них обоих. Первоначально Мэри и Ной находятся в Сан-Франциско.
Представим алгоритм для назначения исполнителей запросам, который всегда назначает ближайшего исполнителя для обработки поступившего запроса. Предположим также, что каждое утро рабочего дня клиенту в Вашингтоне нужна помощь, в то время как пополудни каждого дня помощь ожидает клиент в Балтиморе. Клиент в Сан-Франциско никогда помощь не запрашивает. Тогда наш алгоритм будет назначать одного исполнителя, скажем, Мэри, в Вашингтон, после чего она всегда будет ближайшим исполнителем к очередному запросу. Таким образом, каждый день наш алгоритм повлечёт расходы переезда от Вашингтона до Балтимора и обратно, 74 мили. После года работы алгоритма потребуется проехать около 12100 миль — 2425 мили нужно проехать, чтобы добраться с западного побережья, и примерно 9646 миль нужно проехать, чтобы поочерёдно обслуживать клиентов в Вашингтоне и Балтиморе. С другой стороны, оптимальной стратегией, если знать последовательность запросов, будет послать и Мэри в Вашингтон, и Ноя в Балтимор, что потребует первоначального перемещения на 4850 миль без необходимости в последующих поездках. Уровень эффективности алгоритма составит 12100/4850, что примерно равно 2.5. Меняя параметры примера, уровень эффективности можно сделать как угодно большим.
Таким образом, стратегия всегда назначать ближайшего исполнителя может оказаться далёкой от оптимальной. С другой стороны, алгоритм, посылающий обоих техников прочь из Сан-Франциско, может быть неэффективен, поскольку следующий запрос мог бы прийти именно из этого города, и мы будем вынуждены послать одного их техников назад. Исходя из вышеизложенного, задача для алгоритма k исполнителей осуществлять хорошие назначения выглядит очень трудной или невыполнимой. Тем не менее, для задачи о 2 официантах существует алгоритм, который обеспечивает полное перемещение исполнителей, не превышающее удвоенного оптимального перемещения.
Гипотеза о k официантах утверждает, что подобные решения существуют для любого большего числа исполнителей.